# 護所神社
護所神社（ごしょじんじゃ）は、静岡県富士市松岡にある神社。従来は「五社」ないし「五社明神」「五社ノ宮」等と称されていたとされる。

## 人柱

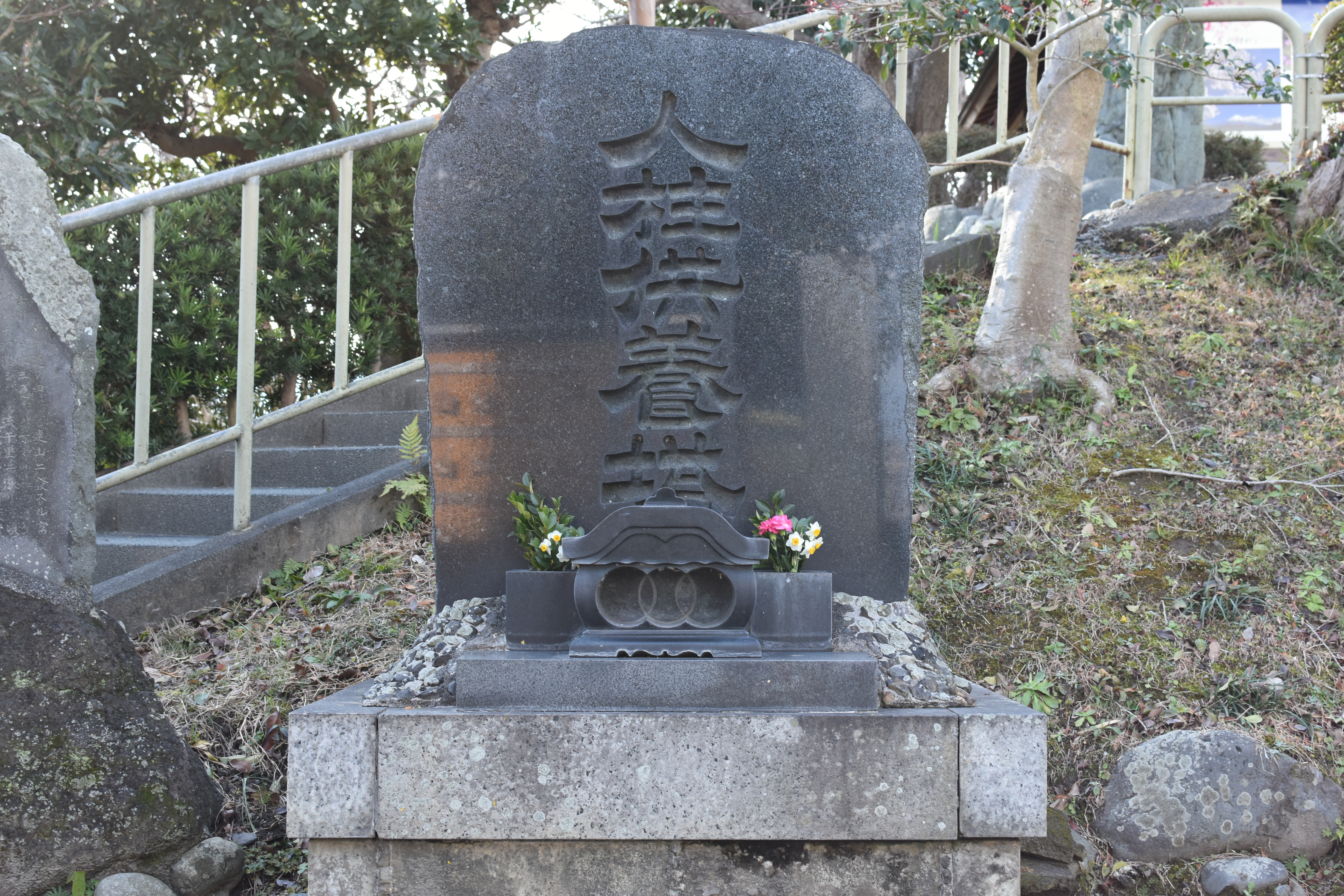
人柱供養塔

護所神社は人身御供が謂れで成立した神社とされる。伝承によれば、雁堤の築堤に苦慮する中、祈祷によりこれを成就させることとなり、富士川を渡河する者のうち百人目ないし千人目の者を人柱（生贄）とするものである。在地の者ではなく旅人に依頼するという内容である。
その人柱を祀ったものが護所神社とされる。人柱となった人物については諸説で分かれており、概ね以下のようなものである。
僧（名を六部、備前国）
領主が人柱を立てると決め、家老らが御籤を引くと、特に信任が厚い人物が当たってしまう。当人（家老）は承諾するも、領主は身代わりを立てようとする。その時突如六部という者が現れ、家老の身代わりとなると名乗り出る。六部は地中に埋められる。
旅僧
千人目として通過し、人柱を承諾。竹節を通し僅かばかりに息が通るようにした四尺四方の箱に旅僧が入り、箱は地中深くに埋められる。僧は鉦（鈴）を持参しており、鉦の音を鳴らし続けた。その鉦の音は数日間続いたという。
十代と二十代の女性
百人目で同時に通りかかり、互いに人柱を承諾。最終的には東国三十三番札所の巡礼を終えた後で二人共人柱となる。
二十代の僧
千人目として僧と十代の女性が二人連れで通過。僧が先んじて人柱を承諾。西国三十三番札所の巡礼後に人柱となる。
僧（備前国）と女性
千人目として通過、双方人柱を承諾。
老僧
千人目は名を馬子という者であったが、人柱となれない身の上を語る。すると次に来た老僧が「私が先に舟に乗っていたが、舟から降りるのが遅れたのであり、渡河したのは私が先である」と申告し、老僧が人柱となる。
老夫
千人目に夫婦揃って通過。夫が関東巡礼後に人柱となることを承諾。
老夫婦
上のうち夫婦揃って人柱となるもの。